# Chtouka (El Jadida)
Chtouka (en arabe : شتوكة;) est une commune rurale de la province d'El Jadida dans la région de Casablanca-Settat (en anciennement :Doukkala-Abda;) au Maroc. 
Au moment du recensement de 2004, la commune avait une population totale de 29 939 personnes vivant dans 4 541 ménages.